# Latissus dilatata
Latissus dilatata är en insektsart som först beskrevs av Antoine François, comte de Fourcroy 1785.  Latissus dilatata ingår i släktet Latissus och familjen sköldstritar. Inga underarter finns listade i Catalogue of Life.